# Hypsilophodontidae
Hypsilofodontidi či hypsilofodonti (Hypsilophodontidae) jsou skupinou ornitopodních (nebo jen ptakopánvých) dinosaurů, považovaných za rychlé dvounohé býložravce, dosahující délky 1 až 2 (ale i 4) metry. Jejich název (který doslova znamená „zub s vysokou korunkou“) byl odvozen od jména Hypsilophus, dřívějšího latinského označení některých leguánů. 

## Charakteristika
Jejich pozůstatky byly nalezeny v Asii, Austrálii, Evropě a v Severní i Jižní Americe ve vrstvách pocházejících ze střední jury až svrchní křídy. Do skupiny jsou tradičně zahrnování všichni dvounozí ptakopánví dinosauři, kteří nepatří k iguanodontům. Některé dřívější fylogenetické studie skupinu považovali za přirozenou, ale v současnosti je většinou označována za parafyletickou, neboť taxony, které obsahuje, vedou k iguanodontům. Některé z těchto studií vyřadily některé tradiční členy z této skupiny i z infrařádu Ornithopoda, a tak jediným jistým členem zůstává rod Hypsilophodon.

## Kladogram
Následující kladogram vzájemných vztahů hypsilofodontů podporuje hypotézu o parafyletické skupině, jejíž význam stoupá od 90. let dvacátého století.
|  | Gasparinisaura |
|  |                |
|  | Hypsilophodon  |
|  |                |
|  | Zephyrosaurus  |
|  |                |

|  | \| \| ?Bugenasaura \| \| \| \| \| \| Parksosaurus \| \| \| \| \| \| Thescelosaurus \| \| \| \| |
|  |                                                                                                |
|  | Iguanodontia                                                                                   |
|  |                                                                                                |
|  | ?Bugenasaura                                                                                   |
|  |                                                                                                |
|  | Parksosaurus                                                                                   |
|  |                                                                                                |
|  | Thescelosaurus                                                                                 |
|  |                                                                                                |

|  | ?Bugenasaura   |
|  |                |
|  | Parksosaurus   |
|  |                |
|  | Thescelosaurus |
|  |                |

|  | Gasparinisaura |
|  |                |
|  | Hypsilophodon  |
|  |                |
|  | Zephyrosaurus  |
|  |                |

|  | \| \| ?Bugenasaura \| \| \| \| \| \| Parksosaurus \| \| \| \| \| \| Thescelosaurus \| \| \| \| |
|  |                                                                                                |
|  | Iguanodontia                                                                                   |
|  |                                                                                                |
|  | ?Bugenasaura                                                                                   |
|  |                                                                                                |
|  | Parksosaurus                                                                                   |
|  |                                                                                                |
|  | Thescelosaurus                                                                                 |
|  |                                                                                                |

|  | ?Bugenasaura   |
|  |                |
|  | Parksosaurus   |
|  |                |
|  | Thescelosaurus |
|  |                |

|  | Gasparinisaura |
|  |                |
|  | Hypsilophodon  |
|  |                |
|  | Zephyrosaurus  |
|  |                |

|  | \| \| ?Bugenasaura \| \| \| \| \| \| Parksosaurus \| \| \| \| \| \| Thescelosaurus \| \| \| \| |
|  |                                                                                                |
|  | Iguanodontia                                                                                   |
|  |                                                                                                |
|  | ?Bugenasaura                                                                                   |
|  |                                                                                                |
|  | Parksosaurus                                                                                   |
|  |                                                                                                |
|  | Thescelosaurus                                                                                 |
|  |                                                                                                |

|  | ?Bugenasaura   |
|  |                |
|  | Parksosaurus   |
|  |                |
|  | Thescelosaurus |
|  |                |

|  | Gasparinisaura |
|  |                |
|  | Hypsilophodon  |
|  |                |
|  | Zephyrosaurus  |
|  |                |

|  | \| \| ?Bugenasaura \| \| \| \| \| \| Parksosaurus \| \| \| \| \| \| Thescelosaurus \| \| \| \| |
|  |                                                                                                |
|  | Iguanodontia                                                                                   |
|  |                                                                                                |
|  | ?Bugenasaura                                                                                   |
|  |                                                                                                |
|  | Parksosaurus                                                                                   |
|  |                                                                                                |
|  | Thescelosaurus                                                                                 |
|  |                                                                                                |

|  | ?Bugenasaura   |
|  |                |
|  | Parksosaurus   |
|  |                |
|  | Thescelosaurus |
|  |                |

Tento kladogram je založen na kladogramu paleontologa Davida Normana z roku 2004, ovšem zahrnuje i údaje z velmi podobného kladogramu Davida Weishampela, které umožňují objasnit pozici skupiny Iguanodontia, kterou Norman vynechal. Neformálně se používá také podčeleď Thescelosaurinae.
Mezi hypsilofodonty byly řazeny následující rody:
- Agilisaurus
  - A. multidens (nyní Hexinlusaurus)
- Bugenasaura (možná mladší synonymum rodu Thescelosaurus)
- Gasparinisaura
- Hypsilophodon
- Orodromeus
- Othnielia (nyní Othnielosaurus)
- Koreanosaurus
- Parksosaurus[11]
- Tatisaurus
- Thescelosaurus[12]
- Vectidromeus
- Zephyrosaurus

Následující taxony jsou považované za platné, ale nebyly klasifikovány:
- Anabisetia
- Atlascopcosaurus[13]
- Drinker
- "Gongbusaurus" wucaiwanensis (= "Eugongbusaurus")
- Fulgurotherium
- Jeholosaurus
- Leaellynasaura
- Notohypsilophodon
- Qantassaurus
- Yandusaurus
- "Hypsilofodont od jezera Proctor"

Patří sem i některé další rody, které jsou však velmi špatně popsané nebo přímo považované za nomina dubia:
- Laosaurus
- Nanosaurus
- Othnielia (bez „Laosaurus“ consors)
- Phyllodon
- Siluosaurus

### Alternativní výsledky a nové údaje
Autoři některých studií z let 2005–2007 uvedli, že je potřeba změnit uspořádání ptakopánvých dinosaurů a jejich infrařádu Ornithopoda, ovšem dospěli k různým závěrům. Je to i důsledkem nedostatku prací na toto téma po roce 1980. Jedním z výsledků je i reklasifikace několika rodů, které byly vyřazeny z infrařádu Ornithopoda, jako například Agilisaurus či Othnielosaurus (=Othnielia).
David Varricchio se svým týmem zjistil, že jejich nový rod Oryctodromeus tvoří klad se dvěma dalšími rody z Montany Orodromeus a Zephyrosaurus.

## Paleobiologie
Hypsilofodonti byli malí (asi 1–2 metry dlouzí) dvounozí býložravci, uzpůsobení k běhu. Často bývají neformálně přirovnáváni ke gazelám. Existují také doklady o tom, že přinejmenším někteří z nich vychovávali svá mláďata v doupatech.